# 극장판 울트라맨 우주 몬스터 대결전
극장판 울트라맨 우주 몬스터 대결전(大怪獣バトル ウルトラ銀河伝説 The Movie, Mega Monster Battle: Ultra Galaxy Legends - The Movie)은 일본에서 제작된 사카모토 코이치 감독의 2009년 액션, SF 영화이다. 미나미 쇼타 등이 주연으로 출연하였다.

## 출연

### 주연
- 미나미 쇼타
- 미야노 마모루
- 미야사코 히로유키

### 조연
- 쿠로베 스스무
- 이시마루 히로야
- 단 지로
- 모리츠구 코지
- 준이치로 코이즈미
- 코니시 히로유키
- 츠루노 타케시
- 이가라시 슌지
- 슌도 미츠토시